# Tatiana Malinowska-Tyszkiewicz
Tatiana Malinowska-Tyszkiewicz (ur. w 1952 roku we Lwowie) - reżyser teatralna, mieszkająca i pracująca w Szczecinie.

## Życiorys
Ukończyła Państwowy Instytut Sztuki Teatralnej w Moskwie i przez dziesięć lat prowadziła Teatr Kameralny we Lwowie. W 1995 roku zamieszkała w Szczecinie. Od 1996 roku pracuje na etacie w Teatrze Polskim w Szczecinie. Przez trzy lata prowadziła Teatr Krypta. Współpracuje także z Teatrem Lalek „Pleciuga” oraz sceną teatralną w Klubie 13 Muz. Od 1999 roku prowadzi również Teatr Nie Ma, a od 2000 Teatr Krzywa Scena w Stargardzkim Centrum Kultury.. Prowadzi także teatr "A"w Kamieniu Pomorskim.

## Nagrody i nominacje
Nagroda Bursztynowego Pierścienia - Szczecin
- 1994 nominacja za spektakl „Kwartet” (Heiner Müller) - Klub 13 Muz[2]
- 2004 nominacja za spektakl „Wariacje enigmatyczne” (Éric-Emmanuel Schmitt) - Teatr Polski[2]
- 2009 Nagroda Jury[3]

Teatr Nie Ma
- 2006 I nagroda dla spektaklu „Klucz”, Ogólnopolski Otwarty Festiwal Teatrów Amatorskich ODEON, Andrychów[4]
- 2006 Nagroda reżyserska i I miejsce dla spektaklu „Latająca Świnia”, II Przegląd Krótkich Form Teatralnych w Szczecinie[5]
- 2008 Grand Prix dla spektaklu „Nie macie państwo przeciągów?”, II Ogólnopolski Przegląd Teatrów Studenckich i Niszowych „Epizod”, Kraków[3]
- 2008 wyróżnienie dla spektaklu „Nowe Betlejem”, Przegląd Teatrów Studenckich „Atena”, Pułtusk[3]
- 2010 nagroda dla spektaklu „Kroki”, Ogólnopolski Festiwal Studenckich Teatrów, Toruń[3]

Teatr Krzywa Scena
- 2008 III miejsce za spektakl „Z kury syny”, Ogólnopolski Otwarty Festiwal Teatrów Amatorskich ODEON, Andrychów[6]
- 2008 Złota Igła za spektakl „Z kury syny”, Ogólnopolski Festiwal Teatrów Małych IGŁA[7]
- 2008 Nagroda Prezydenta miasta Stargardu Szczecińskiego dla Stargardzkich Twórców Kultury za działalność Teatru Krzywa Scena[8].
- 2009 wyróżnienie dla spektaklu „Z kury syny”, konkurs Dolina Kreatywna[9]